# Gustav Willgeroth

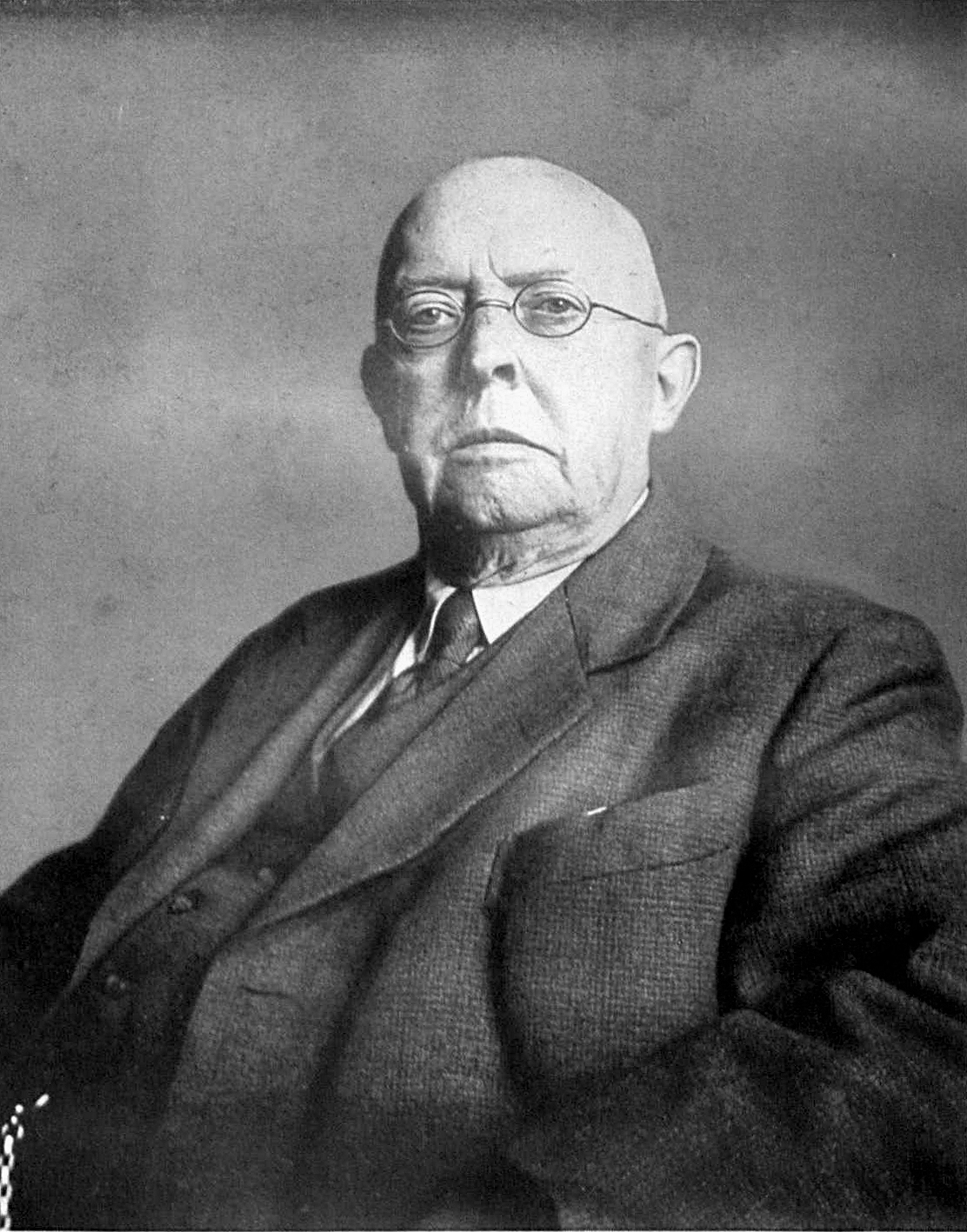
Gustav Willgeroth

Gustav Adolf Theodor Louis Willgeroth, auch Gustav Adolf Theodor Ludwig Willgeroth (* 11. November 1865 in Wismar; † 15. März 1937 ebenda) war ein deutscher Lyriker, Journalist und mecklenburgischer Heimat- und Familienforscher.

## Biografie
Gustav Willgeroth entstammte einer ursprünglich in Braunschweig und seit 1787 in Wismar ansässigen Familie. Er war der Sohn des Wismarer Kaufmanns Louis (Otto) Franz Willgeroth (1837–1913) und dessen Frau Doris (Wilhelmine Louise Caroline Helene), geb. Rath (1838–1900). Er besuchte als Extraneus die Große Stadtschule seiner Heimatstadt und bestand 1886 das Abitur. Noch im selben Jahr nahm er ein Theologiestudium an der Universität Rostock auf. Nach einem Aufenthalt in Erlangen kehrte er im Oktober 1888 an die Rostocker Universität zurück, brachte sein Studium jedoch nicht zum Abschluss. Ab 1889 wandte er sich der Journalistik zu.

Titel der Erstausgabe der ab 1893 bei Willgeroth & Menzel verlegten Mecklenburgischen Ostsee-Zeitung

Von 1893 bis 1906 war Willgeroth Besitzer der Wismarer Druckerei Willgeroth & Menzel, in der ab 1897 die Lyrischen Blätter erschienen. Einen Band mit eigenen Gedichten verlegte er 1898. Ab 1906 wirkte er als Direktor des „Vorschuß-Vereins“ bzw. als Bankvorsteher in der Filiale der Rostocker Bank in Wismar. Von 1928 bis 1936 leitete er das Wismarer Kirchensteueramt.
Neben seiner beruflichen Arbeit beschäftigte er sich besonders mit dem Studium der Geschichte Wismars. Ab 1898 gab er mehrere Schriften zu diesem Thema heraus. 1905 kam sein Entschluss, das von Friedrich Walter verfasste und 1889 erschienene Werk Unsere Landesgeistlichen von 1810 bis 1888 neu herauszugeben. Nach neun Jahren vollendete er sein Werk, das er 1924 unter dem Titel Die Mecklenburg-Schwerinschen Pfarren seit dem Dreißigjährigen Kriege veröffentlichte. Diese Verzeichnisse mecklenburgischer Pastoren, nach der Wiedervereinigung der beiden mecklenburgischen Freistaaten (1934) auf ganz Mecklenburg ausgeweitet, werden bis heute unter seinem Namen fortgeführt. Er war Mitglied im Verein für mecklenburgische Geschichte und Altertumskunde. Die biographisch-genealogischen Veröffentlichungen von Gustav Willgeroth gelten bis heute als besonders gewissenhafte und zuverlässige Quellen der mecklenburgischen Landeskunde.
Willgeroth gehörte neben Rudolf Kleiminger und Friedrich Crull zu jenen Autoren, die Beiträge über Wismar in den Mecklenburgischen Jahrbüchern veröffentlichten.
Gustav Willgeroth heiratete am 9. August 1899 in Slate bei Parchim Anna (Katharina Henriette Theodora Gabriele) Haeßler (* 1871), Tochter des Pastors Ferdinand Haeßler in Slate. Die gemeinsame Tochter Annaliese (Dorothea Franziska Henriette Klara) wurde am 9. November 1901 geboren.

## Veröffentlichungen

### Stadtgeschichte
- Geschichte der Stadt Wismar. Wismar 1898
- Bilder aus Wismars Vergangenheit. Gesammelte Beiträge zur Geschichte der Stadt Wismar. Wismar 1903 (Digitalisat).
[Reprint: Stock & Stein Verlag, Schwerin 1997, ISBN 3-932370-41-4]
- Notizen zur Geschichte Wismars 1901–1910. Wismar 1911 [Reprint: Rostock 2004/2010, ISBN 978-3-86785-116-9]

### Biographien, Berufsgeschichte und Genealogie
- Die Mecklenburg-Schwerinschen Pfarren seit dem dreißigjährigen Kriege. Mit Anmerkungen über die früheren Pastoren seit der Reformation. Fortsetzungswerk. 1924–1933. Fortsetzung ab 1937 unter dem Titel Die Mecklenburgischen Pfarren seit dem dreißigjährigen Kriege. (Digitalisate der Vorkriegs-Ausgaben)
- Die mecklenburgischen Aerzte von den ältesten Zeiten bis zur Gegenwart. Gesammelt und herausgegeben von August Blanck 1874, fortgesetzt von Axel Wilhelmi bis 1901. Durch genealogische Mitteilungen ergänzt und bis zur Gegenwart fortgeführt von Gustav Willgeroth. Verlag der Landesgeschäftsstelle des Meckl. Aerztevereinsbundes, Schwerin 1929 (Digitalisat RosDok).
- Stammtafel der Familie Crull. Wismar 1931
- Beiträge zur Wismarschen Familienkunde. Wismar 1932
- Poeler Familienkunde. Wismar 1934
- Die Lehrer der Gr. Stadtschule zu Wismar von ihren ersten Anfängen 1541 bis zum Ausgang des 18. Jahrhunderts. In: Mecklenburgische Jahrbücher 98, 1934, S. 157–206 (Digitalisat)
- Die Lehrer der Gr. Stadtschule zu Wismar seit dem Jahre 1800 bis zur Gegenwart. Biographische Skizzen. Wismar 1935